# Feddán Saidí
Feddán Saidí (en árabe: فدان السعيدي‎, en francés: Feddane Saïd) es una localidad marroquí perteneciente al municipio del Borarín, la región de Tánger-Tetuán-Alhucemas. Desde 1912 hasta 1956 perteneció a la zona norte del Protectorado español de Marruecos.